# Saliunca flavifrontis
Saliunca flavifrontis is een vlinder uit de familie bloeddrupjes (Zygaenidae). De wetenschappelijke naam van deze soort is voor het eerst geldig gepubliceerd in  door Bryk, ????.
De soort komt voor in tropisch Afrika.